# Krásno (film)
Krásno je český film režiséra Ondřeje Sokola z roku 2014. Jedná se o jeho celovečerní film, který je rovněž jeho režijním debutem. Vypráví příběh Michala a Adama (dvou starých kamarádů z dětství, kteří přijíždějí k nádrži Krásno (ve skutečnosti se vodní nádrž jmenuje Krásné) u Šumperka, aby vypátrali vraha Michalovy matky.
Režisér filmu Ondřej Sokol na podzim 2019 oznámil, že pracuje na prequelu k tomuto filmu.

## Výroba
Natáčení začalo v květnu 2013, první záběry vznikly v šumperském krematoriu. V Šumpersku se natáčelo tři týdny, poté se točilo v Praze. Celkem se film natáčel 28 natáčecích dnů.
Na vznik filmu přispěli fanoušci částkou 200 000 Kč. Crowdfunding pomohl zvýšit kvalitu natáčení.
Novinářská konference se konala 21. ledna 2014 v kině Lucerna.
Karel Roden a Jaroslav Plesl plánují, že by bylo možné natočil prequel, ve kterém by vystupovaly jejich postavy.

## Ocenění
Na festivalu Novoměstský hrnec smíchu dostal kameraman filmu Tomáš Sysel cenu za nejlepší výtvarný počin. Na Cenách české filmové kritiky 2014 získal Martin Finger cenu za nejlepší mužský herecký výkon. Film získal také tři nominace na cenu Český lev na cenách Český lev 2014: nejlepší mužský herecký výkon ve vedlejší roli pro Karla Rodena, nejlepší hudbu (kterou Jan P. Muchow proměnil) a nejlepší masky.

## Obsazení
- Ondřej Sokol jako Adam Němec
- Martin Finger jako Michal
- Karel Roden jako Kos
- David Matásek jako recepční
- Markéta Stehlíková jako recepční
- Jaroslav Plesl jako Muller
- Ondřej Malý jako policista Dan
- Jiří Černý jako policista Petr
- Vasil Fridrich jako policista Láda
- Andrea Daňková jako Irenina dcera

## Recenze
- Mirka Spáčilová, iDNES.cz, 26. ledna 2014
- František Fuka, FFFilm, 27. ledna 2014
- Vítek Schmarc, MovieZone.cz, 31. ledna 2014
- Jan Gregor, Aktuálně.cz, 1. února 2014